# Macaca fascicularis
Il macaco cinomolgo, detto anche macaco cancrivoro, macaco mangiagranchi, macaco di Buffon o macaco di Giava (Macaca fascicularis (Raffles, 1821)) è un primate della famiglia dei Cercopitecidi.

## Descrizione
La lunghezza del corpo è tra 40 e 65 cm, mentre quella della coda è in genere uguale o maggiore. I maschi, che pesano tra 4,7 e 8,3 kg, sono nettamente più grandi delle femmine, il cui peso si assesta tra 2,5 e 5,7 kg. I maschi si differenziano dalle femmine anche per i canini nettamente più sviluppati. Il colore della pelliccia sul lato dorsale è bruno rossiccio, mentre quello sul lato ventrale è più chiaro. La parte glabra del muso è marrone.

## Distribuzione e habitat
La specie è diffusa in vari paesi dell'Asia sud-orientale: India (isole Nicobare), Bangladesh, Myanmar, Brunei, Cambogia, Laos, Thailandia, Vietnam, Singapore, Malaysia, Indonesia (Sumatra, Giava, Borneo e Timor), Filippine (Balabac, Basilan, Cagayan Sulu, Culion, Jolo, Leyte, Luzon, Mindanao, Mindoro, Palawan e Samar). È stata introdotta dall'uomo sull'isola di Palau, sull'isola di Mauritius e in Nuova Guinea.
Popola vari tipi di foresta, purché vi sia acqua nelle vicinanze. Primate più diffuso del sud-est asiatico dopo l'uomo, è inserita nell'elenco delle 100 tra le specie invasive più dannose al mondo.

## Biologia
L'attività è diurna e prevalentemente arboricola, ma il macaco cinomolgo cerca il cibo anche al suolo. Vive in gruppi con più maschi e femmine adulti, che possono contare fino a 60 individui. Nei gruppi vige una rigida gerarchia, sia tra i maschi sia tra le femmine; la gerarchia tra i maschi è stabilita anche mediante lotte violente, ed i gruppi difendono il proprio territorio anche con la forza. 

### Alimentazione
La dieta è costituita soprattutto di frutta e semi, ma comprende anche altri alimenti vegetali, insetti, uova di uccelli e piccoli vertebrati. I gruppi che vivono presso la costa si nutrono anche di crostacei e molluschi marini.

### Riproduzione
La gestazione dura circa sei mesi e si conclude con la nascita di un solo piccolo. La maturità sessuale è raggiunta tra 3 e 4 anni dalle femmine e intorno ai 6 anni dai maschi. La longevità osservata in cattività arriva fino a 40 anni.

## Tassonomia

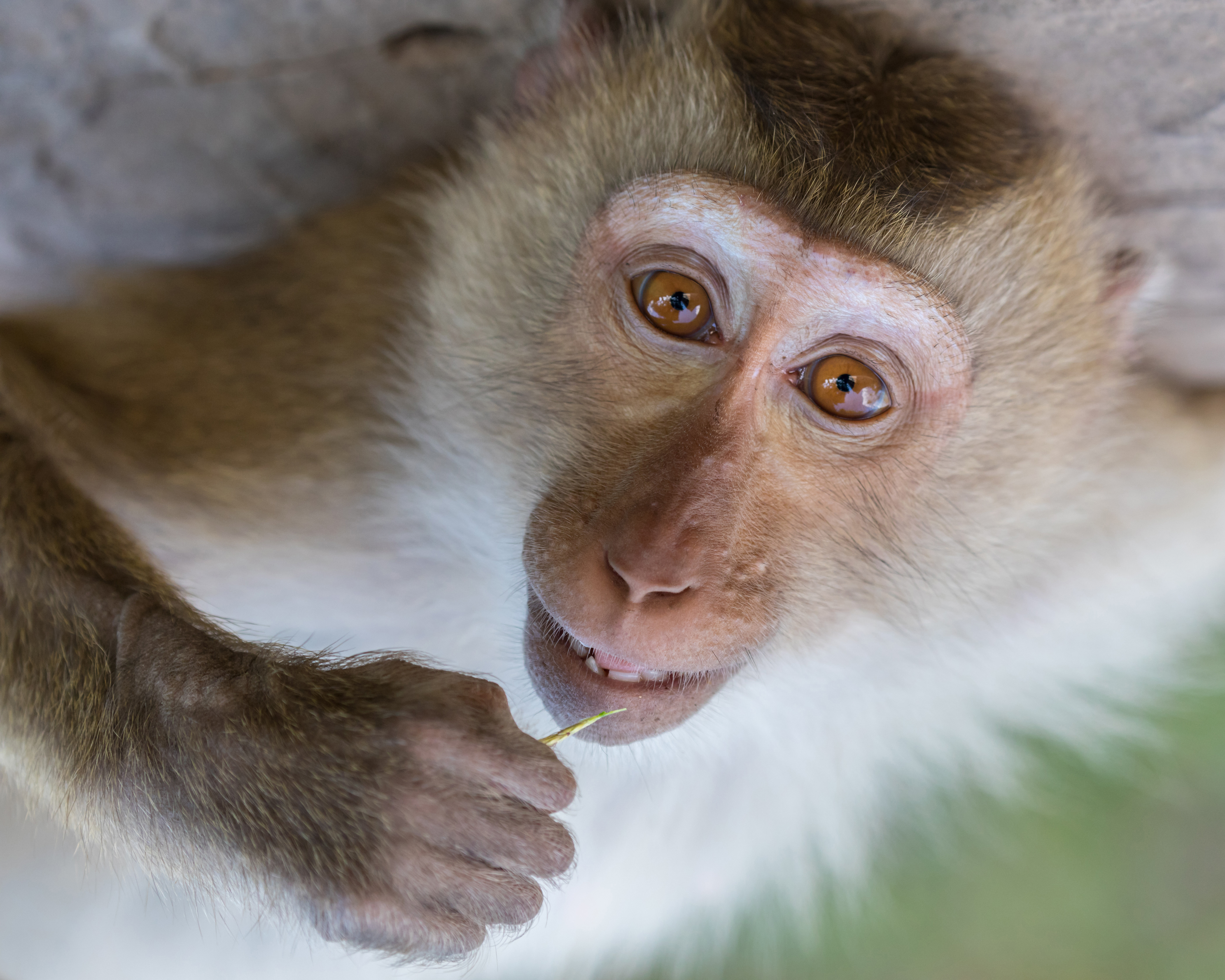
Un esemplare di Macaca fascicularis presso il tempio di Don Som in Laos.

Si conoscono le seguenti sottospecie:
- Macaca fascicularis fascicularis
- Macaca fascicularis atriceps
- Macaca fascicularis aureus
- Macaca fascicularis condorensis
- Macaca fascicularis fuscus
- Macaca fascicularis karimondjawae
- Macaca fascicularis lasiae
- Macaca fascicularis philippinensis
- Macaca fascicularis tua
- Macaca fascicularis umbrosus